# Allard Pierson Museum
Het Allard Pierson Museum is een archeologiemuseum in Nederland, gevestigd in het pand Oude Turfmarkt 127 te Amsterdam. Het museum is een onderdeel van de Universiteit van Amsterdam, en behoort met zijn omvangrijke en gevarieerde verzameling tot de voornaamste oudheidkundige musea in Nederland. 

## Geschiedenis
Het museum is vernoemd naar Allard Pierson (1831-1896), die van 1877 tot 1895 aan de Amsterdamse Gemeente Universiteit (de latere Universiteit van Amsterdam, UvA) verbonden was als hoogleraar in de Kunstgeschiedenis, Aesthetica en Moderne Letteren. Pierson toonde een grote belangstelling voor de archeologie, die deel uitmaakte van zijn leeropdracht. Hij legde in de genoemde periode een verzameling gipsafgietsels van sculpturen uit de klassieke oudheid aan. 
Na Piersons overlijden richtte diens zoon, de bankier Jan Lodewijk Pierson (1854-1944), de Allard Pierson Stichting (A.P.S.) op. Het aanzienlijke vermogen van de stichting werd aangewend voor de bevordering van de wetenschap, in het bijzonder de oudheidkunde. Op 12 november 1934 kon, mede dankzij de inspanningen van de classicus en archeoloog Geerto Snijder, een museum worden opgericht: het Allard Pierson Museum - Archaeologisch Museum der Universiteit van Amsterdam. Snijder werd aangesteld als eerste hoogleraar-directeur. De museumcollectie telde bij de oprichting ca. 6.000 objecten en omvatte onder meer de voormalige archeologische verzamelingen van Jan Six (1857-1926) en van de Haagse bankier en amateurarcheoloog Constant Lunsingh Scheurleer (1881-1941), die met name Griekse en Egyptische antiquiteiten had verzameld voor zijn Archeologisch Museum Scheurleer. De collectie stond ten dienste van het academisch onderwijs in de archeologie. Dat is nu nog steeds zo, zij het dat het museum tegenwoordig een groter publiek wenst te bereiken en een complexere functie heeft gekregen. 
Aanvankelijk was het museum gehuisvest in een oud schoolgebouw aan de Sarphatistraat 129-131, hoek Roetersstraat. Sinds 1976 is het Allard Pierson Museum gevestigd in het voormalige hoofdkantoor van De Nederlandsche Bank, Oude Turfmarkt 127 in Amsterdam. Na een ingrijpende verbouwing, begeleid door ontwerper Dick Elffers, werd het museum hier in oktober 1976 geopend door prinses Beatrix.
Op 1 januari 2019 zijn het Allard Pierson Museum en de Bijzondere Collecties van de Universiteit van Amsterdam samengevoegd tot Allard Pierson - De collecties van de Universiteit van Amsterdam.
Na een verbouwing in 2019 is het museum op 15 september 2020 geopend met 500 vierkante meter extra expositieruimte en 500 vierkante meter extra publieksruimte.
De bijzondere stripcollectie werd in 2023 onderscheiden met de Bulletje en Boonestaak Schaal 2022. Hiermee was het museum de laatste winnaar van de Nederlandse stripprijs, voor personen en organisaties die aan de wieg hebben gestaan van het Nederlandse beeldverhaal. De collectie werd in 1970 begonnen door het Stripdocumentatiecentrum Nederland, dat werd opgericht door Het Stripschap samen met de UvA. Conservator Jos van Waterschoot breidde vanaf 2004 de collectie flink uit. Strips vertellen iets over de samenleving. Ze geven een tijdsbeeld van welke verhalen in de politiek speelden en aan keukentafel werden besproken.

## Collectie
De archeologische collectie omvat voornamelijk oudheden van de grote beschavingen in het Middellandse Zeegebied: het Oude Egypte, het Oude Nabije Oosten, de Griekse wereld (waaronder een grote en belangrijke verzameling Oud-Grieks aardewerk), pre-Romeins Italië (Etrusken, Magna Graecia), en het Romeinse Rijk. Daarnaast zijn er ongeveer 300 gipsafgietsels van beeldhouwwerken uit de oudheid. 
Sinds de samenvoeging met de Bijzondere Collecties in 2019 zijn er ook belangrijke bestanden op het gebied van de theater- en boekgeschiedenis, grafische vormgeving en typografie, cartografie en cultuurgeschiedenis. Delen van de theatercollectie zijn in te zien via Modemuze.
De vaste collectiepresentatie, onder de titel Van Nijl tot Amstel, geeft aan de hand van voorwerpen en hun verhalen een beeld van de kwaliteit, diversiteit en de actualiteit van de deelcollecties.

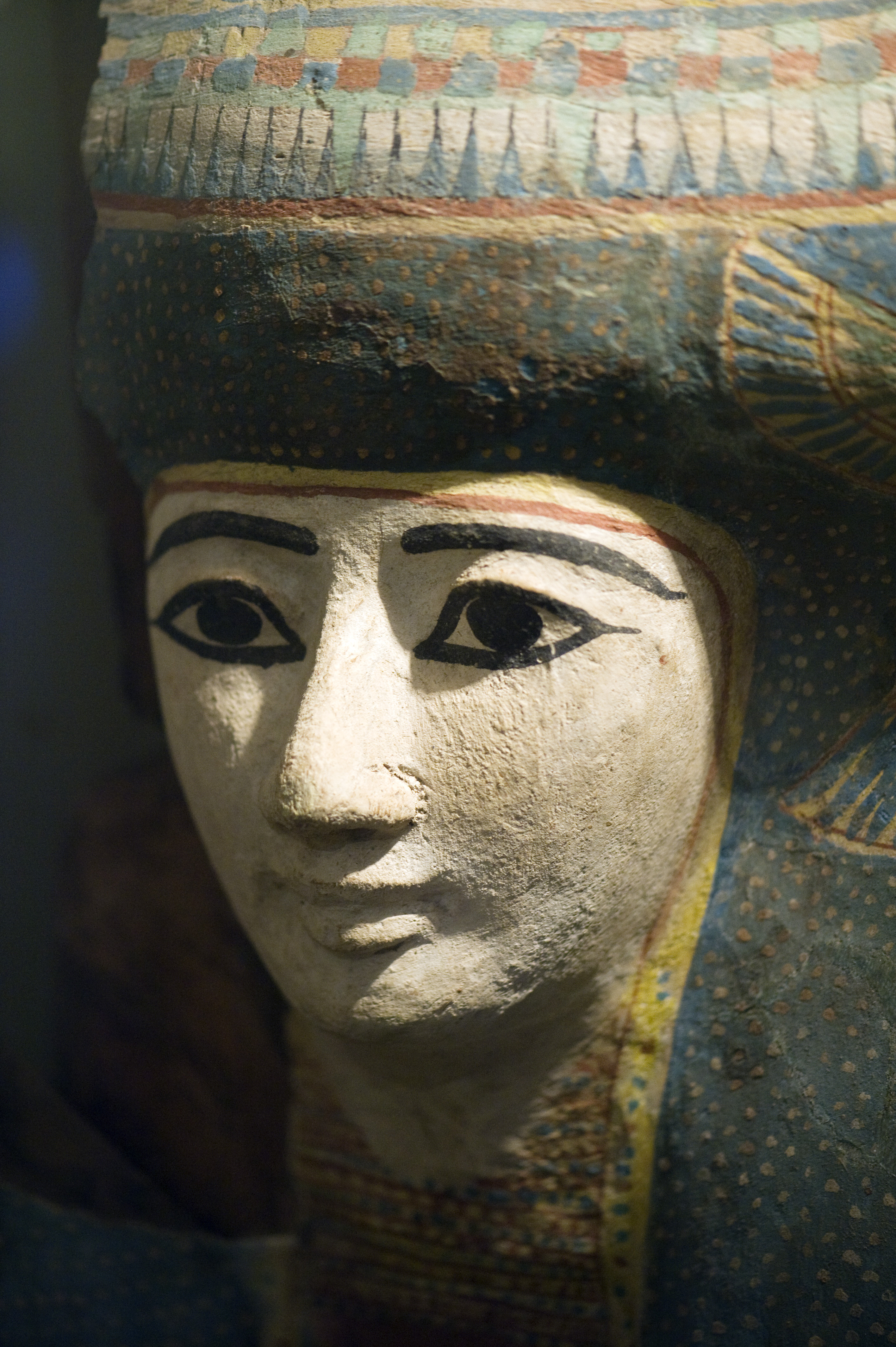
Egyptische mummiekist.
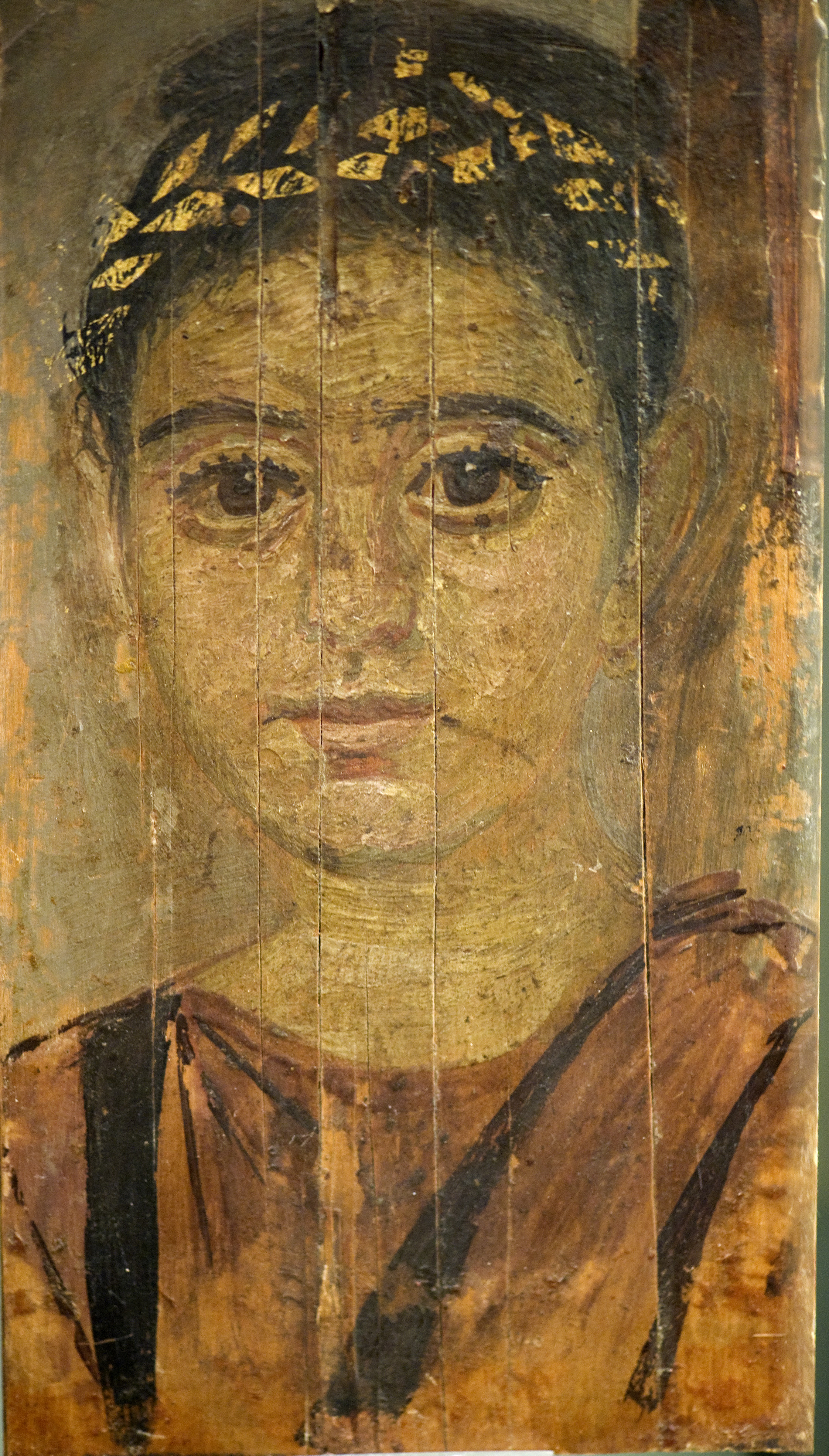
Mummieportret van een meisje. Egypte. Beschilderd hout, 2e eeuw n.Chr.
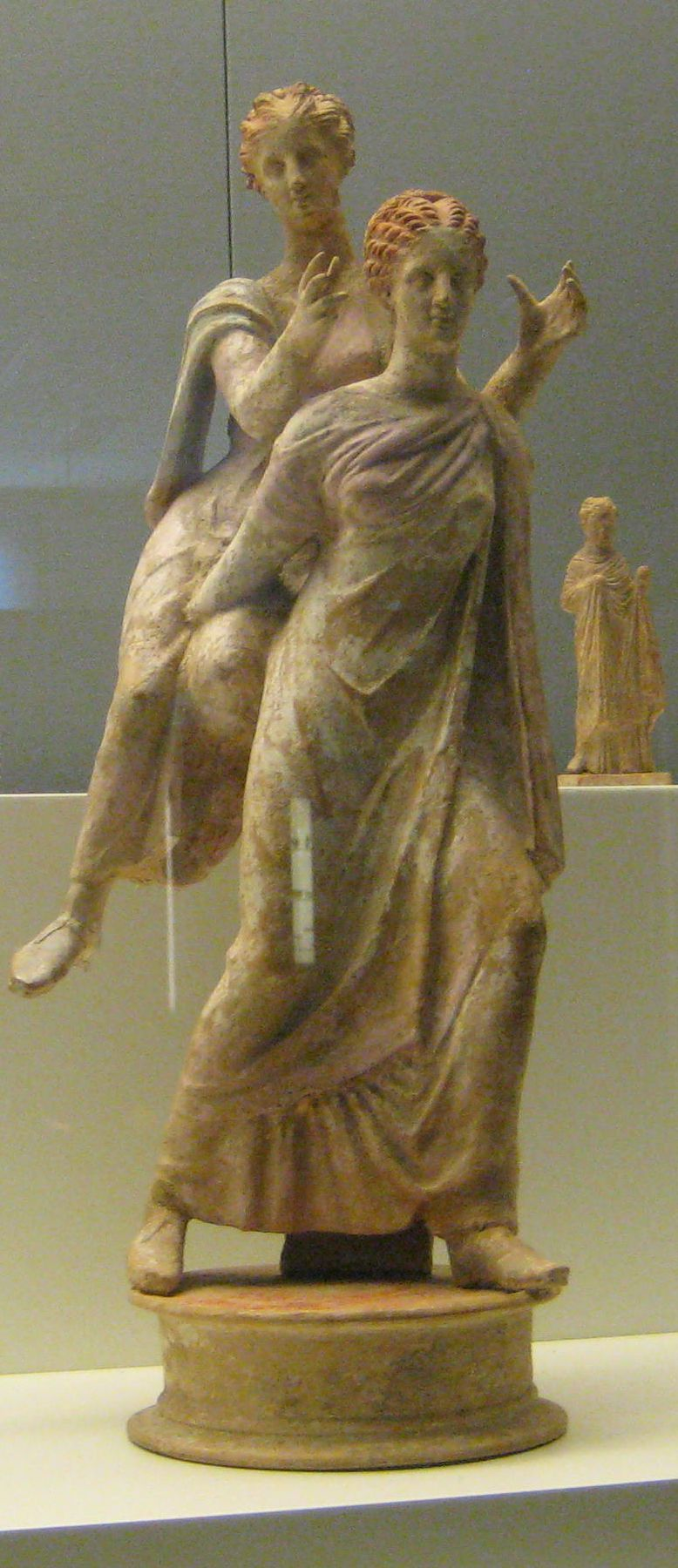
Spelende meisjes. Korinthe. Aardewerk, ca. 300-250 v.Chr.
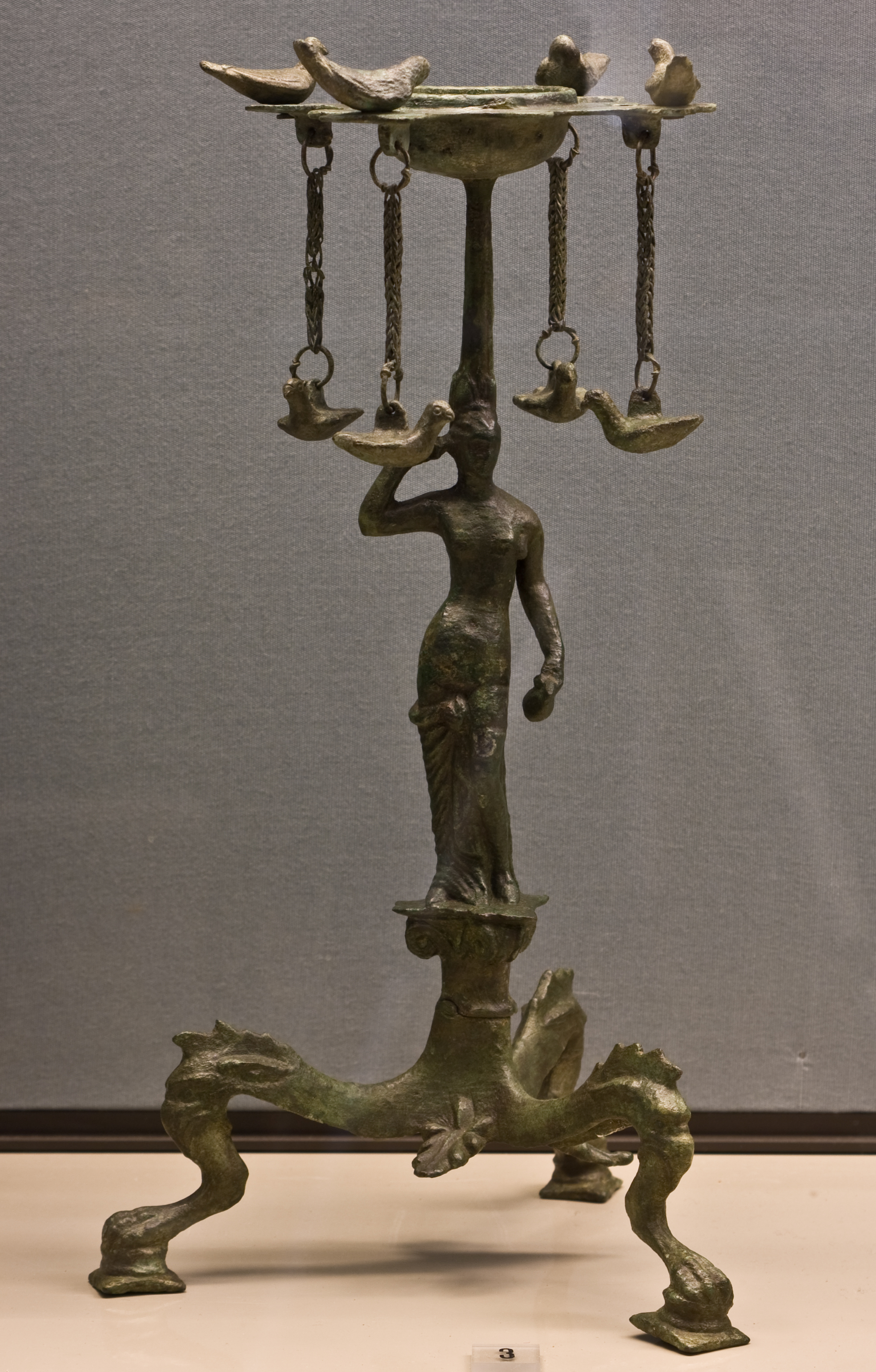
Etruskische wierookbrander met Aphrodite en duifjes. Brons, late 4e eeuw v.Chr.
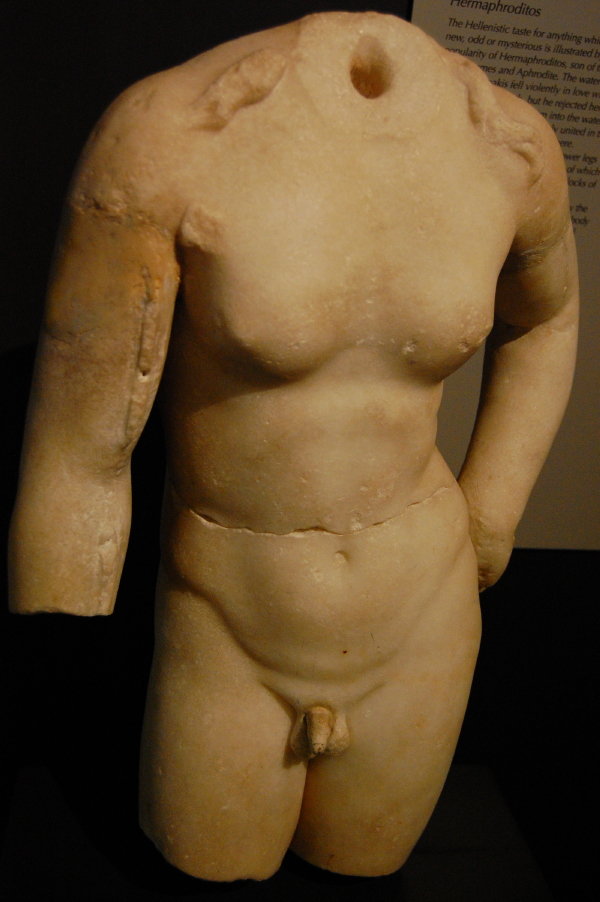
Hermaphroditus, uit Aphrodisias. Marmer, 1e eeuw v.Chr.
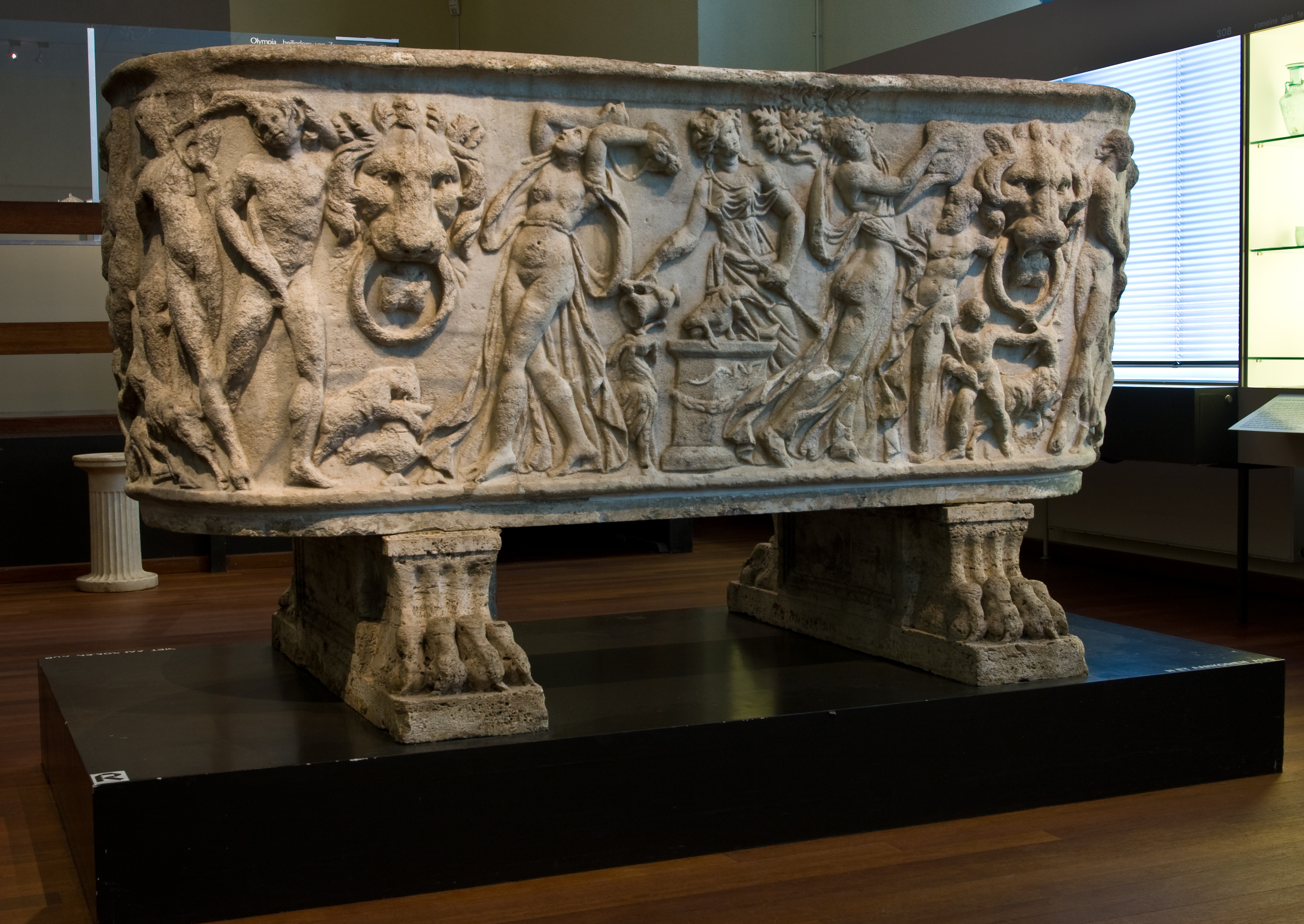
Monumentale Romeinse sarcofaag. Marmer, vroege 3e eeuw n.Chr.
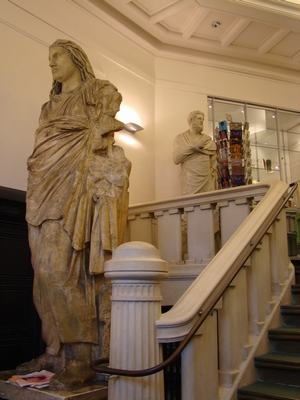
Gipsafgietsels van antieke sculptuur.

## De wereldberoemde ingeleende collectie
In februari 2014 vond de internationale tentoonstelling "Krim: goud en geheimen van de Zwarte Zee" plaats, waaronder Scythische kunstobjecten uit vijf musea uit Oekraïne, waarvan vier op de Krim. 
Het was tot dan toe de grootste grensoverschrijdende tentoonstelling van Oekraïense schatten die ooit werd georganiseerd. Een maand later schiep de annexatie van de Krim door de Russische Federatie een internationaal geschil over het eigendom van de stukken omdat het Allard Pierson Museum een reeks overeenkomsten had ondertekend met zowel de Oekraïense minister van Cultuur als met de vijf afzonderlijk uitlenende instellingen.
Op zoek naar een oplossing bleven de kunstwerken in Nederland. Het gerechtshof te Amsterdam oordeelde op 26 oktober 2021 dat de kunstschatten aan Oekraïne toebehoorden.

## Publicaties
Sinds 1970 brengt de Vereniging van Vrienden in samenwerking met het museum een eigen tijdschrift uit: Mededelingenblad van de Vereniging van Vrienden van het Allard Pierson Museum (sinds 2009 Allard Pierson mededelingen geheten). Het blad verschijnt meerdere keren per jaar en besteedt aandacht aan de collectie, nieuwe aanwinsten en tentoonstellingen. Veel oudheden, met name het Griekse aardewerk, zijn daarnaast gepubliceerd in de eigen wetenschappelijke reeks Allard Pierson Series, alsook in internationale corpora als het Corpus Vasorum Antiquorum en het Corpus Antiquitatum Aegyptiacarum. Publieksboeken (tentoonstellingscatalogi) verschijnen sinds 2011 in de Allard Pierson Museum Serie.

## Directeuren
- Geerto Snijder (vanaf 1934)
- Emilie Haspels (vanaf 1946)
- Jaap M. Hemelrijk (vanaf 1965)
- H.A.G. Brijder (vanaf 1986)
- Robert Lunsingh Scheurleer (vanaf 2002)
- W.M.H. Hupperetz (vanaf 2009)
- Els van der Plas (sinds 2022)